# 제럴드 마빈 와인버그
제럴드 마빈 와인버그(Gerald Marvin Weinberg, 1933년 10월 27일 ~ 2018년 8월 7일)는 미국의 컴퓨터 과학자 이자 컴퓨터 소프트웨어 개발에 심리학을 적용한 심리학자이자 인류학 선생이다. 그는 《프로그래밍 심리학》(The Psychology of Computer Programming)이라는 책으로 널리 알려져 있다.
제럴드 마빈 와인버그는 시카고에서 태어나서 자랐으며, 네브라스카주 오마하에서 오마하 중부 고등학교에 다녔으며, 1963년 미시간 대학교에서 커뮤니케이션 과학 박사 학위를 받았다.
1956년 IBM에서 일하기 시작하였으며 인간을 우주 궤도에 올리는 것을 목표로 하는 머큐리 프로젝트(Mercury Project, 1959-1963)의 시스템 운영개발 관리자로 참여하였다.
40여권의 책을 썼으며, 대한민국에 번역된 책으로는 <대체 뭐가 문제야> <테크니컬리더> <컨설팅의 비밀> <제럴드 와인버그의 글쓰기>가 번역되었다. 특히, <제럴드 와인버그의 글쓰기>는 가족치료 분야의 선구자로 널리 알려진 버지니아 사티어에게서 배운 것을 시사하기도 한다. 즉 그가 심리학과 프로그래밍과의 연관성을 깊이 연구한 내막이기도 하다.
2018년 8월 7일 사망하였다.

## 같이 보기
- 비자아적 프로그래밍